# Joan Roma Cararach
|  | Aquest article tracta sobre el pilot de ral·lis català. Si cerqueu el polític, vegeu «Joan Roma i Cunill». |

Joan Roma Cararach   (Folgueroles, 17 de febrer de 1972), conegut popularment com a Nani Roma, és un pilot de ral·lis català. Va guanyar el Ral·li Dakar del 2004 en motos i el del 2014 en automòbils. La seva victòria del 2004, amb la KTM, fou la primera d'un pilot català en aquesta dura prova. A més, Nani Roma és el tercer pilot de la història a aconseguir guanyar el Ral·li Dakar a la categoria de motos i a la de cotxes, després d'Hubert Auriol i Stéphane Peterhansel.
Nani Roma ha obtingut també victòries a la Baja España-Aragón, el Ral·li de Tunísia, el Ral·li dels Faraons i l'Abu Dhabi Desert Challenge entre d'altres.

## Trajectòria al Ral·li Dakar
Abans de la seva victòria del 2004, Nani Roma només havia aconseguit acabar el Dakar en una ocasió de les vuit en què hi havia participat. Aquell any en va ser líder fins a tres dies abans del final.
A l'edició de 2005, Roma va canviar de categoria per passar a competir en cotxes amb un Mitsubishi oficial. El 2010 va passar a la marca BMW, el 2011 a Nissan i el 2012 a Mini. El 2017 va començar a participar amb Toyota però va tornar a Mini l'any següent. El 2020 va començar un nou projecte al costat de la marca alemanya Borgward. Durant la seva carrera, com més èxits ha assolit el català al Ral·li Dakar és en automòbils: segon el 2012 i 2019, tercer el 2006 i quart el 2013.

## Palmarès

### Resultats destacats
| Any  | Classificacions |
| ---- | --- |
| 1991 | 2n al Campionat d'Espanya de ral·lis Cross-Country Júnior 125 cc                                                                                      |
| 1992 | 5è al Campionat d'Europa de ral·lis Cross-Country Sènior 125 cc                                                                                       |
| 1993 | 4t al Campionat d'Espanya de ral·lis Cross-Country Sènior Medalla de bronze als Sis Dies Internacionals d'Enduro (ISDE)                               |
| 1994 | 1r al Campionat d'Europa de ral·lis Cross-Country Sènior Medalla d'or als ISDE 4t al Campionat d'Espanya de ral·lis Cross-Country Sènior              |
| 1995 | 2n al Campionat d'Espanya de ral·lis Cross-Country 4T Medalla de bronze als ISDE                                                                      |
| 1996 | 3r al Campionat d'Espanya de ral·lis Cross-Country 4T 2n al Campionat del món de ral·lis Cross-Country 4T Debut al Ral·li Dakar                       |
| 1997 | 1r al Campionat d'Espanya d'enduro 1r al Campionat d'Espanya de raids                                                                                 |
| 1999 | Medalla d'or als ISDE 2n al Ral·li dels Faraons 2n a l'Abu Dhabi Desert Challenge 1r a la Baja Aragón i a la Italian Baja                             |
| 2000 | Medalla de bronze als ISDE |
| 2001 | Medalla de bronze als ISDE 2n a la Baja Aragón |
| 2002 | 1r al Ral·li de Tunísia 1r a la Baja Aragón |
| 2003 | 2n a la Baja Aragón 3r a la Copa FIM de Ral·lis TT 3r al Ral·li de Tunísia 3r al Ral·li del Marroc 1r al Ral·li dels Faraons 1r al Ral·li de Sardenya |
| 2004 | 1r al Ral·li Dakar (motocicleta) 2n al Ral·li de Sardenya                                                                                             |
| 2005 | 6è al Ral·li Dakar (cotxe) 4t al Ral·li Patagònia-Atacama 4t al Ral·li del Marroc 1r a la Baja Aragón                                                 |
| 2006 | 3r al Ral·li Dakar (cotxe) |
| 2009 | 1r a la Baja Aragón |
| 2012 | 2n al 2012 (cotxe) |
| 2013 | 1r al Gymkhana Grid 1r a la Baja Aragón 1r a l'Abu Dhabi Desert Challenge                                                                             |
| 2014 | 1r al Ral·li Dakar (cotxe) 1r a la Baja Aragón |
| 2015 | 1r a la Baja Aragón |
| 2019 | 2n al Ral·li Dakar (cotxe) |
| 2020 | 27è al Ral·li Dakar (cotxe) |
| 2021 | 5è al Ral·li Dakar (cotxe) |

### Resultats al Ral·li Dakar

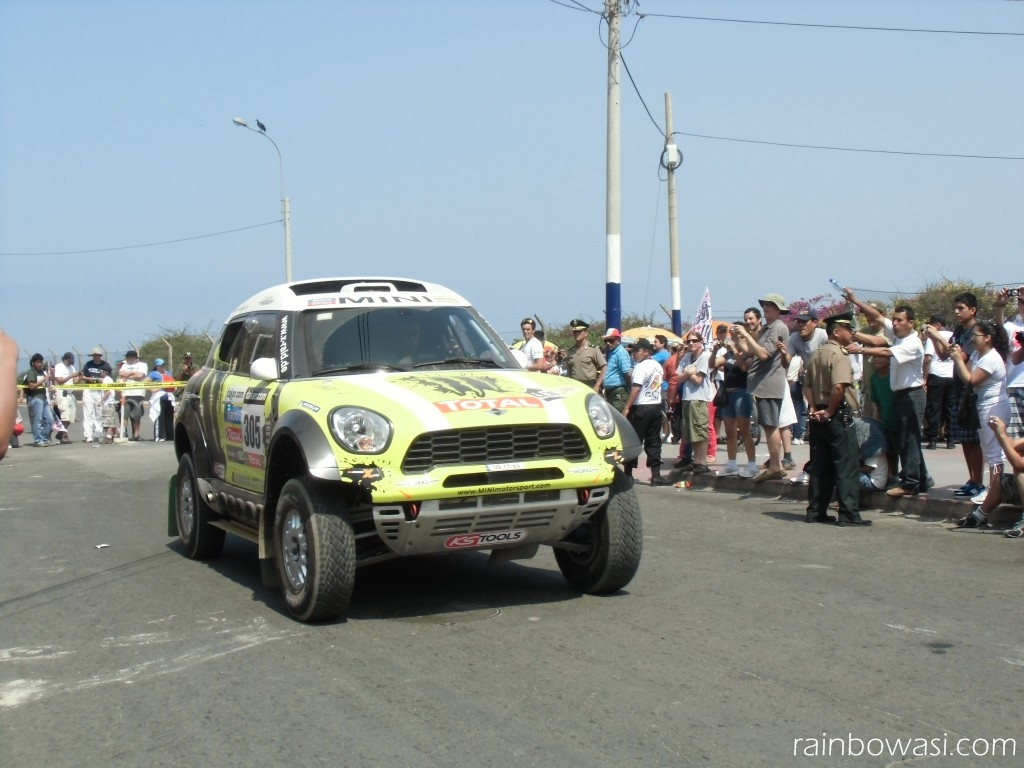
Nani Roma amb el Mini al Dakar del 2013

| Any  | Classe                                                         | Vehicle                                                        | Posició                                                        | Victòries d'etapa                                              |
| ---- | -------------------------------------------------------------- | -------------------------------------------------------------- | -------------------------------------------------------------- | -------------------------------------------------------------- |
| 1996 | Moto                                                           | KTM                                                            | DNF                                                            | 0                                                              |
| 1997 | Moto                                                           | KTM                                                            | DNF                                                            | 0                                                              |
| 1998 | Moto                                                           | KTM                                                            | DNF                                                            | 1                                                              |
| 1999 | Moto                                                           | KTM                                                            | DNF                                                            | 1                                                              |
| 2000 | Moto                                                           | KTM                                                            | 17è                                                            | 4                                                              |
| 2001 | Moto                                                           | BMW                                                            | DNF                                                            | 3                                                              |
| 2002 | Moto                                                           | KTM                                                            | DNF                                                            | 1                                                              |
| 2003 | Moto                                                           | KTM                                                            | DNF                                                            | 1                                                              |
| 2004 | Moto                                                           | KTM                                                            | 1r                                                             | 2                                                              |
| 2005 | Cotxe                                                          | Mitsubishi                                                     | 6è                                                             | 0                                                              |
| 2006 | Cotxe                                                          | Mitsubishi                                                     | 3r                                                             | 0                                                              |
| 2007 | Cotxe                                                          | Mitsubishi                                                     | 13è                                                            | 0                                                              |
| 2008 | Prova cancel·lada – substituïda pel Ral·li de l'Europa Central | Prova cancel·lada – substituïda pel Ral·li de l'Europa Central | Prova cancel·lada – substituïda pel Ral·li de l'Europa Central | Prova cancel·lada – substituïda pel Ral·li de l'Europa Central |
| 2009 | Cotxe                                                          | Mitsubishi                                                     | 10è                                                            | 1                                                              |
| 2010 | Cotxe                                                          | BMW                                                            | DNF                                                            | 1                                                              |
| 2011 | Cotxe                                                          | BMW                                                            | DNF                                                            | 0                                                              |
| 2012 | Cotxe                                                          | Mini                                                           | 2n                                                             | 3                                                              |
| 2013 | Cotxe                                                          | Mini                                                           | 4t                                                             | 4                                                              |
| 2014 | Cotxe                                                          | Mini                                                           | 1r                                                             | 2                                                              |
| 2015 | Cotxe                                                          | Mini                                                           | DNF                                                            | 1                                                              |
| 2016 | Cotxe                                                          | Mini                                                           | 6è                                                             | 0                                                              |
| 2017 | Cotxe                                                          | Toyota                                                         | 4t                                                             | 0                                                              |
| 2018 | Cotxe                                                          | Mini                                                           | DNF                                                            | 0                                                              |
| 2019 | Cotxe                                                          | Mini                                                           | 2n                                                             | 0                                                              |
| 2020 | Cotxe                                                          | Borgward                                                       | 27è                                                            | 0                                                              |
| 2021 | Cotxe                                                          | BRX                                                            | 5è                                                             | 0                                                              |

1. ↑  DNF: No va acabar, de l'anglès Did Not Finish